# Камікава-Мару
Камікава-Мару (Kamikawa Maru) — переобладнаний гідроавіаносець Імперського флоту Японії, який під час Другої японо-китайської та Другої Світової війни взяв участь у операціях японських збройних сил у Китаї, Малаї, на Борнео, у Нідерландській Ост-Індії, на Соломонових островах, Новій Гвінеї та Алеутських островах.

## Загальна інформація
Камікава-Мару спорудили в 1937 році на верфі Kawasaki Dockyard у Кобе для компанії Kawasaki Kisen.
Вже через пів року після завершення, 18 вересня 1937-го, на тлі Другої японо-китайської війни, судно реквізували для потреб Імперського флоту Японії та призначили для конверсії в гідроавіаносець. Корабель отримав захисне озброєння із двох 150-мм гармати, двох 25-мм зенітні автомати та двох 13-мм зенітних кулеметів. Він мав дві катапульти для запуску літаків та відповідне кранове обладнання для їх підйому з води. Стандартна авіагрупа складалась із 12 розвідувальних машин (первісно це були чотири Kawanishi E7K «Альф» та вісім Nakajima E8N «Дейв», втім, корабель міг здійснювати транспортування 24 літаків.

## Війна в Китаї
5 жовтня 1937-го корабель вирушив до узбережжя Китаю, де 9 жовтня прийняв 22-й морський розвідувальний авіазагін (з початку серпня діяв зі створеної за сотню кілометрів на південний схід від Шанхаю бази на островах Маан).
Наприкінці грудня 1937-го Камікава-Мару прибув до Такао (наразі Гаосюн на Тайвані), звідки невдовзі вирушив для виконання завдань біля узбережжя Південного Китаю.
10 травня 1938-го гідроавіаносець залучили для прикриття висадки в Амой (наразі Сямень у провінції Фучжоу), при цьому літаки з Камікава-Мару здійснили бомбардування мостів, доріг, поромів та суден на північний схід від цього міста. Вже 12 травня китайські війська полишили Амой.
24 липня 1938-го під час битви за Ухань Камікава-Мару прикривав висадку японських військ на річці Янцзи (кількасот кілометрів вище за течією від Шанхаю).
У середині грудня 1938-го гідроавіаносець знову перенацілили для дій на півдні Китаю, де він базувався на острові Хайнань.

## Вторгнення до Малаї
22 листопада в межах підготовки до висадки в Малаї Камікава-Мару вийшов із Сасебо та 27 листопада прибув до порту Самах на Хайнані. Цього разу його авіагрупа складалася з 14 літаків Aichi E13A «Джейк» та Mitsubishi F1M «Піт».
4 грудня Камікава-Мару вийшов з Хайнаню, супроводжуючи конвой з частинами 5-ї піхотної дивізії. Вранці 7 грудня за місцевим часом (майже за добу до атаки на Перл-Гарбор), коли конвой перебував у Сіамській затоці за сотню миль від запланованого місця висадки, запущений з Камікава-Мару літак Aichi E13A перехопив літаючий човен PBY «Каталіна» зі складу британських ВПС. Японські авіатори відкрили вогонь та пошкодили «Каталіну», при цьому вийшло з ладу радіообладнання, що завадило екіпажу повідомити про напад. За пів години до місця бою прибули армійські винищувачі та збили літаючий човен.
8 грудня у чотирьох пунктах східного узбережжя півострова Малакка та перешийка Кра почалась висадка десанту, у підтримці якої взяв участь Камікава-Мару. 11 грудня корабель прибув до в'єтнамської бухти Камрань.

## Вторгнення на Борнео
13 грудня 1941-го конвой транспортів вийшли з Камрані до Британського Борнео, а в перші години 16 грудня успішно здійснив висадку в Мірі та ще двох місцях. Камікава-Мару забезпечував прикриття операції, зокрема його літаки протидіяли нальотам з повітря, котрі з 17 грудня провадили нечисленні літаки нідерландських ВПС. У результаті був збитий один нідерландський літаючий човен (втім, внаслідок однієї з перших атак затонув японський есмінець). 20 грудня вдалось пошкодити ще один ворожий бомбардувальник, проте того ж дня не повернувся і один з літаків Камікава-Мару.
Тим часом 22 грудня японці здійснили висадку в Кучинзі, за п'ятсот кілометрів на південний захід від Мірі. Літаки з гідроавіаносця й далі охороняли десантний конвой та 23 грудня пошкодили нідерландський літаючий човен.
27 грудня з розвідувального вильоту не повернувся ще один літак Камікава-Мару, а другий, піднятий на його пошуки, при посадці перевернувся й затонув.
4 січня 1942 гідроавіаносець повернувся до Камрані. У другій половині січня Камікава-Мару забезпечував перехід звідси конвою із 11 транспортів, що доставили на східне узбережжя півострова Малакка 18-ту піхотну дивізію.

## Вторгнення до Індонезії
13 лютого 1942-го японці розпочали операцію захоплення Палембангу (центр нафтової промисловості на Суматрі), при цьому Камікава-Мару надавав підтримку, перебуваючи в районі острова Банка (чотири сотні кілометрів на південний схід від Сінгапура). 16 лютого літаки з Камікава-Мару та винищувачі армійської авіації збили нідерландський бомбардувальник, проте був втрачений і один гідролітак.
1 березня японський десант висадився на острові Ява. Цього дня літаки «Харрікейн» виявили два «Піта» з Камікава-Мару на воді в затоці Бантам-Бей, унаслідок обстрілу один з них загорівся, а другий був серйозно пошкоджений.
Невдовзі захисники Яви капітулювали, а Камікава-Мару відбув із Нідерландської Ост-Індії та 16 березня досяг Куре.

## Операція на Соломонових островах та Новій Гвінеї
18 квітня Камікава-Мару відбув із Сасебо та 24 квітня досяг Труку, маючи на меті взяти участь у операції по захопленню Соломонових островів та Порта-Морсбі. 28 квітня корабель попрямував далі на південь та 30 квітня опинився на якірній стоянці Квін-Карола біля північного узбережжя острова Бука на заході Соломонових островів.
2 травня Камікава-Мару перейшов до затоки Реката-Бей на північному узбережжі острова Санта-Ісабель (центральна частина архіпелагу). В цей момент тут опинилась не лише його авіагрупа, але й група гідроавіаносця Кійокава-Мару, котрий відбув на ремонт. 3 травня гідроавіація з Реката-Бей прикривала висадку на острові Тулагі у східній частині архіпелагу (в протоці на північ від Гуадалканала). 4 травня по Тулагі завдали удару літаки з авіаносця «Йорктаун», який здійснював перехід до місця майбутньої битви у Кораловому морі, при цьому були збиті три Mitsubishi F1M «Піт» з Камікава-Мару.
5 травня Камікава-Мару вирушив для участі в операції проти Порт-Морсбі. Його втрати були компенсовані за рахунок авіагрупи з Кійокава-Мару, при цьому остання залишилась у Реката-Бей. 6 травня поблизу острова Місіма (архіпелаг Луїзіада, що лежить на схід від завершення півострова Папуа) літаючий човен PBY «Каталіна» виявив ворожі кораблі, після чого зв'язок із ним пропав. Не виключено, що «Каталіну» збили літаки з Камікава-Мару. З 7 травня Камікава-Мару перебував на острові Дебойне (той самий архіпелаг Луїзіада), де розгорнули передову базу гідролітаків, звідки мали провадити розвідку в межах плану захоплення Порт-Морсбі. З 10 по 12 травня на Дебойне здійснили кілька нальотів базові бомбардувальники, при цьому були збиті один B-25 та один B-26. Втім, після битви 9 травня у Кораловому морі японці відмовились від висадки, а тому не збирались утримувати цю вже непотрібну передову базу. 12 травня Камікава-Мару полишив Дебойне та відбув до Рабаула, звідки 20—24 травня перейшов на Сайпан (Маріанські острови).

## Вторгнення на Алеутські острови
28 травня 1942-го гідроавіаносець вирушив із Сайпану в межах операції по оволодінню атолом Мідвей. Цього разу він мав авіагрупу із 14 Mitsubishi F1M «Піт» та 4 Nakajima E8N «Дейв».
3 червня загін, до якого належав Камікава-Мару, двічі став ціллю для атак авіації, проте корабель не зазнав ушкоджень.
4 червня японський флот зазнав важкої поразки в битві при Мідвеї, а наступної доби Камікава-Мару перенацілили для дій на Алеутських островах, де японці без спротиву зайняли кілька пунктів. 15 червня гідроавіаносець прибув на острів Киска, а 19 червня перейшов на острів Агатту через наліт американських бомбардувальників.
27 червня Камікава-Мару прибув до ВМБ Омінато (північне завершення Хонсю), а на початку липня знову був на Агатту, звідки вийшов 4 липня на Парамушир (Курильські острови).

## Перший рейс на Соломонові острови
7 серпня сили союзників висадились на Соломонових островах, що започаткувало шестимісячну битву за Гуадалканал. 23 серпня Камікава-Мару вирушив у цей регіон з Йокосуки та 1 вересня прибув до Рабаула. Далі він мав діяти зі створеної ще наприкінці квітня (в межах операції захоплення Тулагі та Порт-Морсбі) бази гідролітаків на якірній стоянці Шортленд — прикритій групою невеликих островів Шортленд акваторії біля південного завершення острова Бугенвіль. 4 вересня Камікава-Мару прибув в район Шортленд, маючи авіагрупу переважно з винищувачів Nakajima A6M2-N «Руф» (станом на 12 вересня у групі налічувалось 11 A6M2-N та лише 2 F1M «Піт»).
14 вересня під час японської атаки на Гуадалканалі з метою захопити аеродром Гендерсон-Філд з Камікава-Мару та ще трьох гідроавіаносців підняли у повітря 19 F1M «Піт», що несли 60-кг бомби. Їх прикриття забезпечували 4 A6M2-N «Руф» з Камікава-Мару, які вступили в бій з винищувачами F4F «Вайлдкет» та втратили 3 машини.
19 вересня Камікава-Мару зайшов на стоянку Шортлен, де вивантажив свої гідролітаки, після чого попрямував через Рабаул до Йокосуки, якої досяг 1 жовтня.

## Другий рейс на Соломонові острови
Поки гідроавіаносець перебував у Японії чисельність його полишеної в районі активних бойових дій авіагрупи й далі скорочувалась і станом на 8 жовтня у ній було лише 5 A6M2-N «Руф». Втім, Камікава-Мару невдовзі прямував сюди з новою партією літаків та 18 жовтня Камікава-Мару прибув до острова Бугенвіль. У цей період район стоянки Шортленд став ціллю для постійних нальотів ворожих бомбардувальників, втім, Камікава-Мару не зазнав при цьому пошкоджень.
7 листопада 1942-го 4 F1M «Піт» з Камікава-Мару та 4 A6M2-N із 802-ї морської авіагрупи супроводжували конвой з підкріпленням на Гуадалканал. Конвой атакували 10 пікіруючих бомбардувальників та торпедоносців під прикриттям 29 винищувачів (в тому числі 8 Белл P-39 Аерокобра, котрі первісно несли бомби, проте після їх скидання приєднались до повітряної битви). В наступному бою виявились збитими 1 F1M «Піт» та 1 F4F «Вайлдкет», а конвой зміг висадити більшість із доправлених вояків.
Зате через тиждень у масштабній битві біля Гуадалканалу японці зазнали важких втрат, що фактично вирішило долю всієї кампанії за цей острів. Втім, на той час Камікава-Мару вже перебував на шляху до Японії — 11 листопада він відбув зі стоянки Шортленд та 20 листопада досяг Йокосуки.

## Третій рейс на Соломонові острови
28 листопада 1942-го корабель відбув з Йокосуки, 4—5 грудня побував на Труці, а вже 7 грудня прибув до стоянки Шортленд. Оскільки Камікава-Мару відчував нестачу власних пілотів, він діяв як базовий корабель для 802-ї морської авіагрупи.
11 грудня Камікава-Мару провів буксирування іншого переобладнаного гідроавіаносця Саньо-Мару (останній ще 21 листопада отримав пошкодження від атаки підводного човна і тепер його періодично переміщували між різними пунктами району Шортленд).
13 грудня Камікава-Мару відійшов від Бугенвілю, 18—18 грудня побував на Труці, а 25 грудня досягнув Сасебо. Тут з 27 грудня 1942 по 15 січня 1943 він проходив доковий ремонт.

## Четвертий рейс на Соломонові острови
У другій половині січня 1943-го гідроавіаносець вийшов із Сасебо та пройшов через Йокосуку, Трук і Рабаул до бази Шортленд, куди прибув 29 січня. Цього разу його авіагрупа Камікава-Мару налічувала 7 E13A «Джейк» та 3 F1M «Піт» (станом на 1 лютого).
1 лютого на район базування здійснили наліт літаки B-17 «Літаюча фортеця» під прикриттям винищувачів P-38 «Лайтнінг» та P-40 «Вархок», внаслідок чого корабель отримав певні пошкодження. Камікава-Мару вирушив до Рабаулу, де провели екстрений ремонт, після чого корабель попрямував до Японії та 11 лютого прибув до Йокосуки.
З 18 лютого по 15 березня Камікава-Мару проходив ремонт на верфі в Йокогамі. Тим часом літаки F1M «Піт» з його авіагрупи провадили нічні бомбардувальні рейси на Гуадалканал, справляючи передусім психологічний тиск на супротивника.
Наприкінці березня американська повітряна розвідка зробила фото 27 гідролітаків у акваторії Шортленду, і 29 березня на неї на неї здійснили атаку 16 винищувачів, котрі доповіли про ураження від 5 до 7 ворожих літаків.

## П'ятий рейс на Соломонові острови
22 березня 1943-го Камікава-Мару вирушив з Йокосуки до Рабаулу. 29 березня (в день зазначеного вище нальоту на Шортленд) гідроавіаносець у супроводі легкого крейсера Юбарі вийшов з Труку до Рабаулу, якого досягнув 1 квітня. У цей період Камікава-Мару діяв як авіатранспорт 938-ї морської авіагрупи, тому 18 січня полишив Рабаул та пройшов через Трук до Йокосуки, куди прибув 29 квітня.

## Шостий рейс на Соломонові острови
14—23 травня Камікава-Мару перейшов з Йокосуки на Трук у складі конвою № 3415. Тут він розвантажив літаки, паливо, військове спорядження та бомби, після чого 26 травня попрямував до Рабаулу маючи на борту продовольство, генеральні вантажі та певну кількість пасажирів. Його супроводжували мисливці за підводними човнами CH-12 та CH-37.
Близько опівдня 28 травня за чотири з половиною сотні кілометрів на північ від Кавієнгу (друга за значенням японська база в архіпелазі Бісмарка, розташована на північному завершенні острова Нова Ірландія) Камікава-Мару атакував підводний човен Scamp, котрий поцілив його трьома торпедами. Корабель втратив хід та почав осідати у воду. Спроби узяти його на буксир виявились марними і через якийсь час екіпажу наказали полишити Камікава-Мару. Одразу після опівночі 29 травня Scamp поцілив гідроавіаносець ще однією торпедою, після чого він швидко затонув. Під час інциденту загинуло 42 особи.